# 曾怘
曾怘（？—1129年），宋朝江西南丰人，曾巩孙子。
曾怘任司农寺丞。建炎二年（1128年）转任温州通判，经过越州，奉旨视察三江寨。第二年，金国军队攻克越州，他被俘遇害。

## 延伸阅读
[在维基数据编辑]
 《宋史·卷448》，出自脱脱《宋史》